# インプロバブル・ワールズ
インプロバブル・ワールズ（英: Improbable Worlds Limited）は、イギリスロンドンに本社を置くソフトウェア会社である。

## 概要
サードパーティがバーチャルでシミュレートされた環境を構築するためのクラウドベースの開発プラットフォーム「SpatialOS」を開発している。デベロッパーはSpatialOSを用いることでスタジオのキャパシティーやゲームエンジンの性能の限界を超えて大規模なシミュレーションを行ったり、仮想現実の世界を細部まで作りこむことができるとされる。VRゲーム開発ではBossa Studios (タイトル名:Worlds Adrift)、Spilt Milk Studios (タイトル名:Lazarus)、HelloVR (タイトル名:MetaWorld)、Entrada Interactive (タイトル名:Rebel Horizons)、Soulbound Studios (タイトル名:Chronicles of Elyria)などで用いられており、ゲーム以外用途としては例えばイギリス政府研究機関Immense SimulationsにおいてSpatial OSを用いて車が天気の変化や歩行者、ほかの車に対する反応といった都市環境のシミュレーションに活用されている。その他にもオックスフォード大学、英国国防省など多岐にわたる顧客を有している。

## 沿革
- 2012年4月15日 - Herman NarulaとRob Whiteheadにより設立
- 2015年3月11日 - シリーズAラウンドでAndreessen Horowitzから2,210万ドル調達[5]、
- 2015年7月1日 - シリーズAラウンドでテマセク・ホールディングス、Horizons Venturesから3,000万ドル調達
- 2016年12月13日 - SpatialOSのアルファ版公開[6]
- 2016年12月13日 - Googleと提携[7]
- 2017年2月27日 - GDC2017においてSpatialOSのオープンベータ版公開[8]
- 2017年5月11日 - シリーズBラウンドでソフトバンクグループ、Horizons Venturesから5億200万ドル調達[9]
- 2018年5月16日 - Bossa StudiosがSpatialOSを利用したゲーム「Worlds Adrift」を公開[10]
- 2018年5月18日 - オープンソースプロジェクト「Thanos」を公開[11]
- 2018年7月26日 - シリーズCラウンドで網易から5,000万ドルを調達[12]